# Condado de Sierra (Califórnia)
O condado de Sierra (em inglês:  Sierra County) é um dos 58 condados do estado americano da Califórnia. Foi fundado em 1852. A sede do condado é Downieville e sua única cidade incorporada é Loyalton.

## Geografia
De acordo com o United States Census Bureau, o condado possui uma área de 2 492 km², dos quais 2 469 km² estão cobertos por terra e 23 km² por água.

## Demografia
Segundo o censo nacional de 2010, o condado possui uma população de 3 240 habitantes e uma densidade populacional de 1,3 hab/km². Possui 2 328 residências, que resulta em uma densidade de 1 residência/km².